# 田代功児
田代 功児（たしろ こうじ、1982年3月12日 - ）は、日本の俳優。

## プロフィール
- 身長　175cm
- 血液型　A型
- 出身地　宮城県
- 出身校

## 出演

### テレビドラマ
- はぐれ刑事純情派（2005年、テレビ朝日）
- 美少女戦士セーラームーン 第6話（2003年、TBS） - タケル 役
- WATER BOYS 2005夏（2005年、フジテレビ） - 元家 役
- 花より男子（2005年、TBS） - 千葉哲 役
- 花より男子2（2007年、TBS） - 千葉哲 役
- 風魔の小次郎（2007年） - 陽炎 役
- ごくせん3（2008年、日本テレビ） - 梅宮 役（第二話ゲスト）

### 映画
- バトル・ロワイアルII 鎮魂歌（2003年）
- ワルボロ（2007年） - 岡本 役

### 舞台
- ミュージカル 風魔の小次郎 （2008年） - 陽炎 役

### CM
- 日清食品「江戸そば京うどん」（2001年）
- 富士急ハイランド 「ドドンパ野郎」（2002年）